# (32025) Karanjerath
2000 HX89 (asteroide 32025) é um asteroide da cintura principal. Possui uma excentricidade de 0.15753730 e uma inclinação de 5.22157º.
Este asteroide foi descoberto no dia 29 de abril de 2000 por LINEAR em Socorro.